# Чебоза (альбом)
«Чебоза» — второй студийный альбом российской рок-группы «Чебоза», выпущенный в 2008 году. Работа над альбомом продолжалась в течение трёх лет. В новом материале можно проследить влияние таких групп как Coldplay, Hard-Fi, Kasabian, The Killers, но самыми главными кумирами музыкантов Чебозы остается группа Oasis. Артемий Троицкий, послушав альбом, окрестил его «музыкой для умных подростков».

## Работа с другими исполнителями
- В работе над альбомом принял участие Корней, гитарист, известный своей работой с Земфирой.
- Песня «Не должен» записана при участии Сергея Галанина
- Песня «Незаметно» записана совместно с Вячеславом Бутусовым

## Список композиций
1. (Так же как) вчера
2. Незаметно
3. На своей волне
4. Париж
5. Не должен
6. Goal!
7. Друг
8. Не важно
9. Maybe
10. Одинаково
11. Метро
12. Goal! (Reprise)
13. День

Bonus:
1. Maybe (instr)
2. Метро (instr)
3. Не должен (orig)
4. Незаметно (orig)
5. День (instr)